# Peyerimhoffia vagabunda
Peyerimhoffia vagabunda är en tvåvingeart som först beskrevs av Johannes Winnertz 1867.  Peyerimhoffia vagabunda ingår i släktet Peyerimhoffia, och familjen sorgmyggor. Arten är reproducerande i Sverige.